# 阿方索·基尼奥内斯·莫利纳
阿方索·基尼奥内斯·莫利纳（西班牙語：Alfonso Quiñónez Molina， 1874年—1950年），是萨尔瓦多商人、政治家。曾于1914年至1915年，1918年至1919年，1923年至1927年三次担任萨尔瓦多总统。1915年至1923年，他成为卡洛斯·梅伦德斯和豪尔赫·梅伦德斯总统的副总统。这个时期被称为“梅伦德斯和基尼奥内斯王朝”。

## 生平
阿方索出生于萨尔瓦多的地主家庭，他的家族是萨尔瓦多“十四大家族”之一，垄断了咖啡生产和贸易，他成年后娶卡洛斯·梅伦德斯的姐妹为妻，1913年卡洛斯即位后，阿方索也在政坛上崭露头角。他在梅伦德斯兄弟的总统任职期间，还创立了国家民主党，并帮助梅伦德斯兄弟制定一系列有利于咖啡出口获利的政策。
1923年，他第三次成为萨尔瓦多总统，在此期间，他的统治越发独裁，并实行严苛的新闻审查以打压反对他的舆论。1927年，他期满卸任，选择皮奥·罗梅罗·博斯克作为他的接班人，因为没有其他家族成员愿意担任总统职位。其后，阿方索便淡出政坛。